# Classe Amiral Grigorovitch
Pour les articles homonymes, voir Grigorovitch.
La classe Amiral Grigorovitch est une classe de frégates russes construite par les chantiers navals Yantar à Kaliningrad. Basés sur la classe de frégates Talwar, six bâtiments furent commandés pour la flotte de la mer Noire par des contrats en 2010 et 2011, en complément des frégates de la classe Amiral Gorchkov. Début 2022, 3 frégates étaient en service, 2 ont été revendues à l'Inde et une en construction.

## Historique opérationnel
Le 3 novembre 2016, dans le cadre de l'intervention militaire russe dans la guerre civile syrienne, l'amiral Grigorivich a été déployé en mer Méditerranée pour la première fois. Le 15 novembre 2016, il a lancé des missiles de croisière Kalibr sur des cibles de l'EI et du front Al-Nosra dans les provinces syriennes d'Idleb et de Homs, détruisant des entrepôts de munitions, des centres de rassemblement et de formation et des usines de production d'armes,. L'amiral Grigorovich a été redéployé en mer Méditerranée en avril 2017, à la suite des frappes de missiles américains contre la Syrie. Elle a de nouveau rejoint l'escadron méditerranéen le 24 décembre 2020.
Le 12 avril 2022, une frégate de classe Grigorovitch aurait abattu un drone Bayraktar TB2 lors de l'invasion russe de l'Ukraine en 2022. Le 22 avril, une frégate de classe Grigorovitch aurait tiré des missiles de croisière Kalibr contre des cibles ukrainiennes.

## Export
Dans le cadre de l'accord signé le 20 octobre 2018 pour la livraison des frégates Amiral Boutakov et Amiral Istomino à la marine indienne, Rosoboronexport et le chantier naval de Goa ont signé un contrat supplémentaire pour deux autres frégates de classe Amiral Grigorovitch qui sont construites sous licence au chantier naval de Goa en Inde. Dans le cadre du contrat, la Russie fournit à l'Inde le savoir-faire technologique pour construire elle-même les frégates. Le coût final pour les deux navires est indéterminé, bien qu'estimé à 500 millions de dollars américains. La marine indienne reçoit l'INS Tushil en novembre 2024, tandis que l'INS Tamal est livré début 2025,.

## Navires
| Nom                         | Nommé d'après                      | Constructeur        | Quille posée     | Lancement                                                                           | Mis en service   | Flotte        | Statut |
| Marine russe                | Marine russe                       | Marine russe        | Marine russe     | Marine russe                                                                        | Marine russe     | Marine russe  | Marine russe |
| --------------------------- | ---------------------------------- | ------------------- | ---------------- | ----------------------------------------------------------------------------------- | ---------------- | ------------- | --- |
| Amiral Grigorovitch         | Ivan Konstantinovitch Grigorovitch | Yantar, Kaliningrad | 18 décembre 2010 | 14 mars 2014                                                                        | 11 mars 2016     | Mer noire     | Actif |
| Amiral Essen                | Nikolaï von Essen                  | Yantar, Kaliningrad | 8 juillet 2011,  | 7 novembre 2014                                                                     | 7 juin 2016      | Mer noire     | Actif |
| Amiral Makarov,             | Stepan Ossipovitch Makarov         | Yantar, Kaliningrad | 29 février 2012, | 2 septembre 2015                                                                    | 27 décembre 2017 | Mer noire     | Des sources ukrainiennes affirme qu'il est touché près de l'île des Serpents., le 5 mai 2022, par des missiles R-360 Neptune. Les autorités Ukrainiennes démentent ensuite le 7 mai. |
| Marine indienne             |                                    |                     |                  |                                                                                     |                  |               | |
| Tushil (ex-Amiral Boutakov) |                                    | Yantar, Kaliningrad | 13 juillet 2013  | Lancement initial, 5 mars 2016 Second lancement du reaménagé Tushil 28 octobre 2021 | 9 décembre 2024  | Western Fleet | Actif |
| Tamala (ex-Amiral Istomine) |                                    | Yantar, Kaliningrad | 15 novembre 2013 | lancement initial 16 novembre 2017                                                  | courant 2025     |               | Essais en mer |
| client inconnu              |                                    |                     |                  |                                                                                     |                  |               | |
| ? (ex-Amiral Kornilov)      |                                    | Yantar, Kaliningrad |                  | lancement le 16 novembre 2017                                                       | en 2026,         |               | en construction, pour être vendu à l'étranger |